# Stanisław Szukalski
Stanisław Szukalski, ps. „Stach z Warty” (ur. 13 grudnia 1893 w Warcie, zm. 19 maja 1987 w Burbank) – polski rzeźbiarz, malarz, rysownik, projektant i teoretyk, przywódca Szczepu Rogate Serce. Działał głównie na terenie Stanów Zjednoczonych. Poza licznymi dziełami artystycznymi, stworzył też koncepcję o pochodzeniu starożytnych Polaków (Lechitów) o nazwie zermatyzm, uważaną za pseudonaukę. W okresie międzywojennym był jedną z barwniejszych postaci w życiu artystycznym Warszawy i Krakowa.

## Młodość w Polsce i Ameryce
Rodzice Stanisława: Dyonizy oraz Konstancja z Sadowskich, po ślubie zawartym w 1890 roku w Górze (gmina Warta), w obawie przed aresztowaniem Dyonizego (który był działaczem polskiej organizacji socjalistycznej), wyjechali do Brazylii. Tam, w Rio de Janeiro, w 1891 roku urodziła się córka, Alfreda. Po trzech latach rodzina wróciła do Warty (k. Sieradza), gdzie 13 grudnia 1893 roku przyszedł na świat Stanisław Szukalski.
Skromne dochody ojca nie zapewniały właściwego poziomu życia rodziny. W 1894 roku Dyonizy wyjechał do Afryki Południowej. Tam, po kilku latach pobytu, wziął w 1899 roku udział w II wojnie burskiej, walcząc przeciwko Brytyjczykom. Od czasu do czasu przysyłał rodzinie do Warty skromne sumy. Po upadku powstania Burów, w 1902 roku Dyonizy wrócił do Polski i kupił kilka mórg ziemi w Gidlach (k. Radomska).
Stanisław Szukalski uczęszczał do szkoły powszechnej, następnie do szkoły Fabianiego w Radomsku. Już w czasie pobytu w Gidlach Stanisław wykonywał małe rzeźby w drewnie i kamieniu „dla dziewczynek”.
Około 1903 roku ojciec ponownie wyruszył w świat, tym razem do Stanów Zjednoczonych, dokąd wkrótce ściągnął żonę i dzieci. W nowym miejscu zamieszkania mały Stanisław jeszcze bardziej interesował się rzeźbą. Już jako 13-letni chłopiec uczęszczał do Art Institute of Chicago. Tam zwrócił uwagę nauczycieli na swój nieprzeciętny talent rzeźbiarski.

## Studia w Polsce

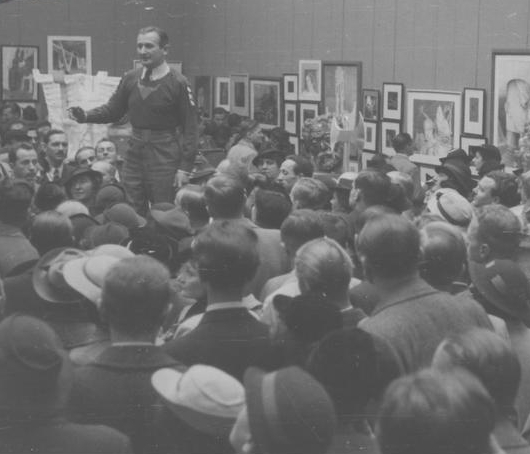
Szukalski przemawia na wystawie w Krakowie 1936

W 1909 roku, za namową przebywającego w USA rzeźbiarza Antoniego Popiela, ojciec zdecydował się wysłać 15-letniego Stanisława do Akademii Sztuk Pięknych w Krakowie. Profesor Konstanty Laszczka przyjął chłopca na uczelnię na podstawie pomyślnie zdanego egzaminu, mimo jego zbyt młodego wieku.
Szukalski, początkowo jako student nadzwyczajny, robił szybkie postępy i w roku 1910/11 otrzymał pierwszą nagrodę za rzeźbę, a także srebrny medal na pierwszej wystawie w 1911 roku. Buntownicza postawa ucznia w stosunku do akademickich wymagań profesorów spowodowała zawieszenie go w prawach studenta. Przygarnięty przez Jacka Malczewskiego, mógł korzystać przez pewien czas z jego pracowni i modeli.
Przed ukończeniem roku akademickiego Szukalski przeprosił prof. Laszczkę i wrócił do jego pracowni rzeźby, gdzie wkrótce otrzymał odznaczenie. W październiku 1912 roku wystawił w krakowskim Pałacu Sztuki po raz pierwszy swe prace publicznie; w 1913 jego prace wystawione zostały razem z pracami Malczewskiego, Stanisława Ignacego Witkiewicza i innych znanych twórców.

## Początki kariery artystycznej w Ameryce
We wrześniu 1913 roku – niespokojny o los ojca – Szukalski wyjechał do Ameryki. Tam rozpoczął studia w Chicago Art Institute. Tam też stworzył rzeźby w brązie: Orator (1913, pierwsza rzeźba zrealizowana po przyjeździe z Krakowa), Popiersie Dawida i Jednoręki Mężczyzna na Wietrze (obie w 1914 roku).
W kilka miesięcy później ojciec zginął w wypadku (został zabity przez samochód). Po jego śmierci sytuacja materialna Szukalskiego bardzo się pogorszyła. Pracował dorywczo w chicagowskich rzeźniach i często przymierał głodem. W tym czasie poznał wiele osób ze środowiska tamtejszych artystów, pisarzy, krytyków i dziennikarzy, między innymi Wiliama Saphiera, krytyka „The Little Review”, który zafascynowany twórczością Polaka napisał o nim pochlebny artykuł, Bena Hechta, pisarza, dramaturga i krytyka, autora autobiografii A Child of the Century, w której opisuje wizytę w atelier Szukalskiego, i innych. Był to też płodny okres w życiu artysty, powstało wtedy kilkanaście rzeźb, niektóre o monumentalnych rozmiarach.
W 1917 roku przebywający w USA Rabindranath Tagore zaproponował Szukalskiemu stworzenie instytutu sztuk pięknych w Santiniketan w Indiach. Wskutek trwającej jeszcze wojny do wyjazdu nie doszło. W kilka lat później, w 1922 roku, Szukalski wykonał rzeźbiarski portret indyjskiego prozaika Rabindranatha Tagore, który – skopiowany przez indyjskiego rzeźbiarza – umieszczony został na terenie uniwersytetu w Kalkucie. Ponowna próba wyjazdu Szukalskiego do Indii nie powiodła się, ponieważ ambasada brytyjska, pamiętająca krytyczne nastawienie Szukalskiego do kolonialnej polityki Imperium, odmówiła wydania mu wizy.

## Sukces artystyczny i materialny w latach 20. XX w.

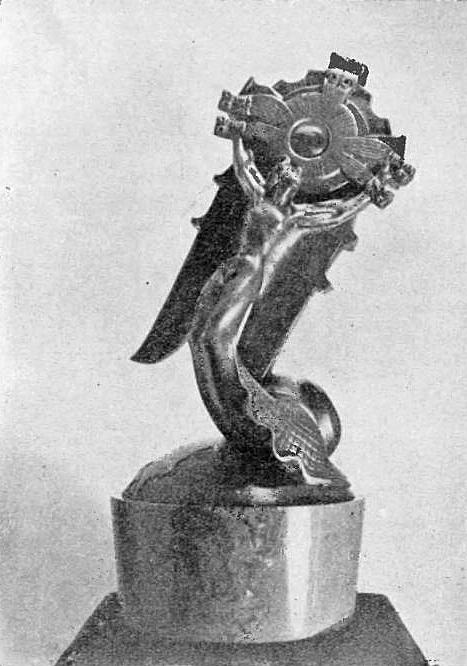
Puchar Gordona Bennetta (1936)
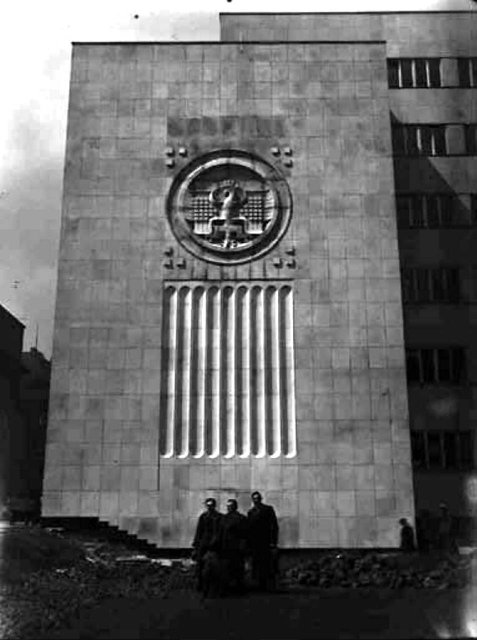
Orzeł na urzędzie w Katowicach, 1938-39

Sytuacja materialna Szukalskiego poprawiła się z chwilą zawarcia w 1923 roku związku małżeńskiego z młodą malarką Heleną Walker. Okres trwania tego związku to czas niezwykle owocnej pracy twórczej. W 1923 roku została wydana w Chicago pierwsza monografia artysty pt. The Work of Szukalski. W tym samym roku Szukalski przyjechał do Polski ze swoim dorobkiem, który przedstawił na wystawie w warszawskiej Zachęcie. Prace Szukalskiego zostały przyjęte z zachwytem, pojawiły się także głosy krytyczne. Jego prace, szczególnie rzeźby, były określane jako „brawurowo wykonane”, „z dużą biegłością techniczną”, lecz także jako „anty naturalne, noszące piętno plastyki egipskiej, wschodnioazjatyckiej czy meksykańskiej” oraz „naśladujące rzeźby Rodina”. Szukalski nigdy nie zgadzał się z tymi opiniami.
Ogólny zachwyt budziły jego rzeźby głów, „impresjonistyczne w charakterze”. Okres twórczości do 1923 roku uznany został przez niektórych krytyków za okres poszukiwań przez artystę rozwiązań problemów plastycznych.
W grudniu 1923 roku Szukalski wyjechał z Polski, podróżował i zwiedzał wraz z żoną Włochy i Francję, gdzie na krótko zamieszkał.
W 1925 roku na Międzynarodowej Wystawie Nowoczesnej Sztuki Dekoracyjnej w Paryżu artysta otrzymał Grand Prix za brązy, Dyplom Honorowy za projekty architektoniczne oraz Złoty Medal za rzeźbę w kamieniu. Polska prasa odniosła się do sukcesu Szukalskiego obojętnie, także krytycznie (p. artykuł J. Iwaszkiewicza, „Wiadomości Literackie”, 1925, nr 25).
W 1925 roku artysta wykonał konkursowy projekt pomnika Adama Mickiewicza dla Wilna, który – wśród nadesłanych 67 prac – otrzymał pierwszą nagrodę większością głosów. Pomnik ten przedstawia poetę karmiącego krwią swego serca olbrzymiego orła. Rzeźba, podobnie jak jej granitowy pomnik, nacechowana jest stylem właściwym Szukalskiemu, nawiązującym do sztuki Inków. Po ogłoszeniu werdyktu jury i wystawieniu pracy, rozpętała się burzliwa dyskusja, doprowadzając do zaniechania realizacji nagrodzonego projektu.
Szukalski uczestniczył w konkursie na monetę polską, w którym otrzymał jedno z trzech wyróżnień. Na skutek nieporozumień między Szukalskim a czynnikami oficjalnymi, poza próbną edycją, do realizacji monet nie doszło.
W styczniu 1926 roku artysta wrócił do Paryża, do żony, która urodziła córkę – Kalinkę.
W 1928 roku Szukalski przyjechał do Krakowa, a w następnym roku wystawił w Pałacu Sztuki 98 rysunków i 34 rzeźby, w większości z okresu 1914-1923. W czasie wystawy wygłosił przemówienie, napastujące i krytykujące sfery artystyczne i kulturalne Polski. Jako odzew na to wydarzenie pojawiły się liczne opinie, bądź to wychwalające Szukalskiego, bądź negujące wartość jego twórczości. Artysta odpowiada szeregiem ostrych w treści i formie artykułów (m.in. „Biała zaraza w Krakowie”).
W tym czasie z ideami Szukalskiego zetknęło się wielu studentów krakowskiej Państwowej Szkoły Sztuk Zdobniczych i Przemysłu Artystycznego, którzy później niejednokrotnie inspirowali się twórczością Stacha z Warty. Byli to m.in. Wacław Boratyński, Stanisław Gliwa, Stefan Żechowski i Józef Gosławski, z czego trzej pierwsi wstąpili później do Szczepu Rogate Serce.

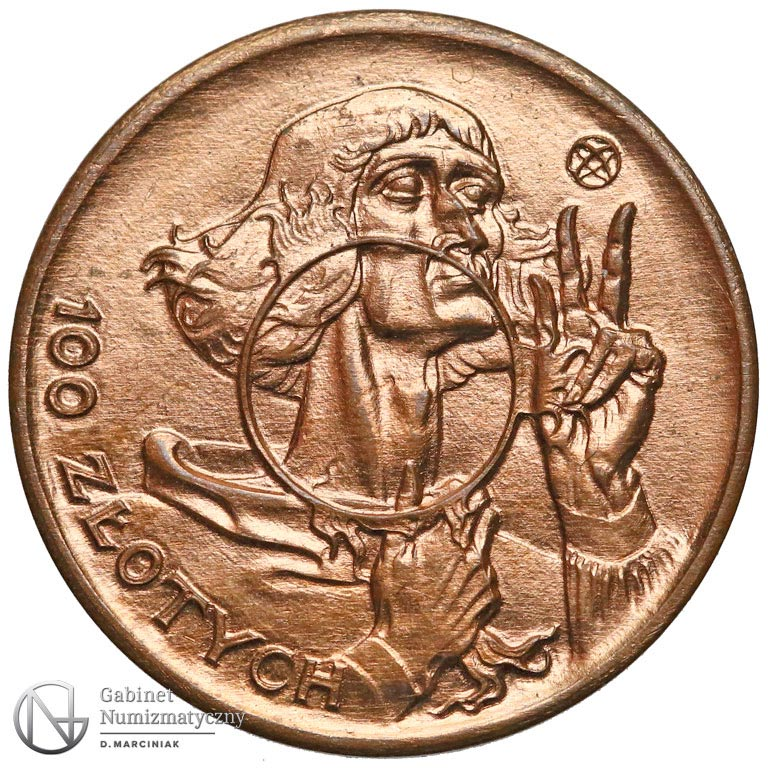
Rewers monety 100 zł z wizerunkiem Mikołaja Kopernika
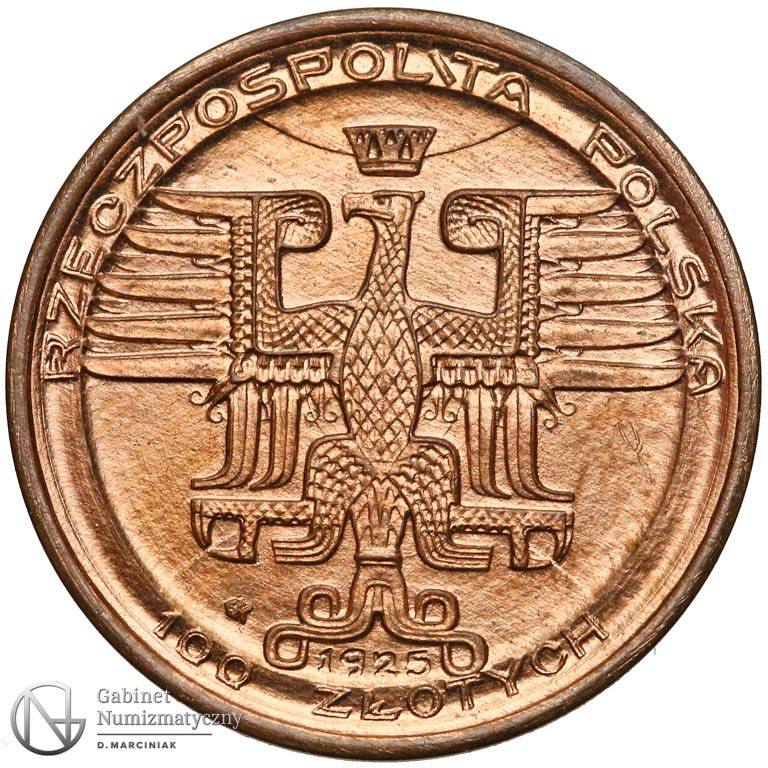
Awers monety 100 zł z wizerunkiem Białego Orła
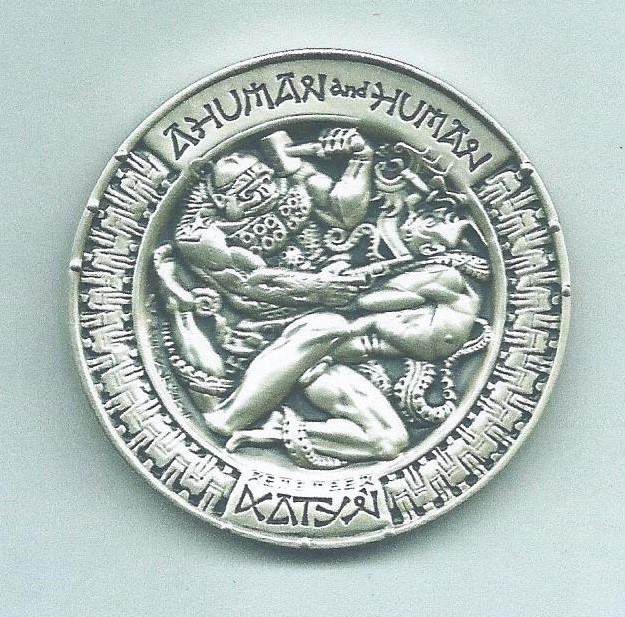
Awers medalu katyńskiego z napisem na otoku „AHUMAN AND HUMAN. KATYŃ”
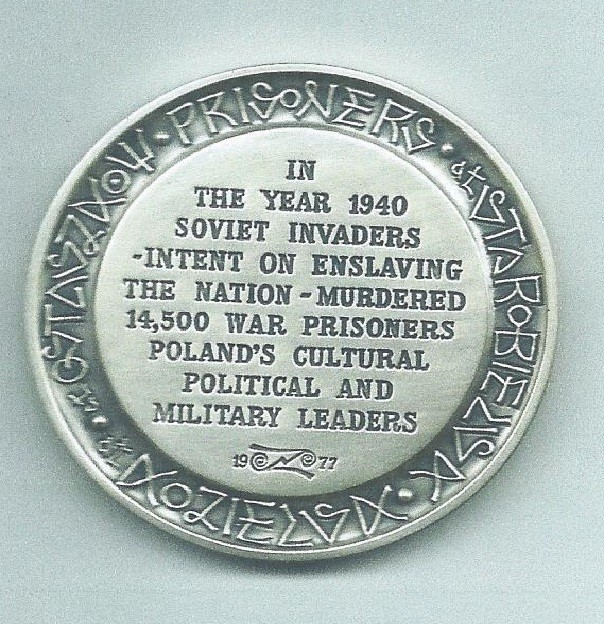
Rewers medalu z napisem na otoku „PRISONERS * STAROBIELSK * KOZIELSK * OSTASZKÓW” oraz „IN THE YEAR 1940 SOVIET INVADERS – INTENT ON ENSLAVING THE NATION – MURDERED 14,500 WAR PRISONERS POLAND'S CULTURAL POLITICAL AND MILITARY LEADERS. 1977” w środku

## Szczep Rogate Serce

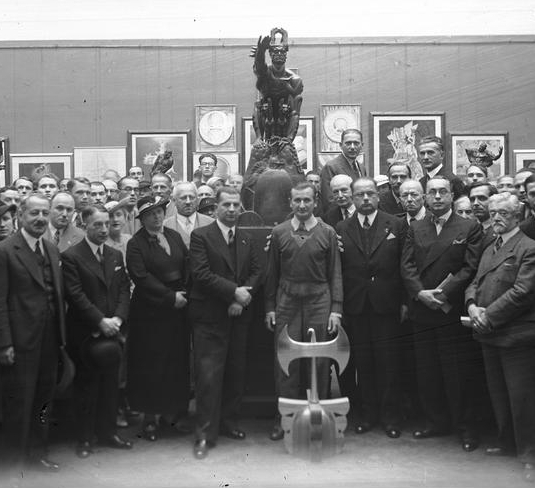
Stanisław Szukalski podczas wernisażu w Krakowie w 1936 roku

W 1929 roku Szukalski zorganizował w Krakowie Szczep Szukalszczyków Herbu Rogate Serce oraz zaczął publikować na łamach założonego przez siebie czasopisma „Krak” swoją filozofię artystyczną i podkreślać rolę polskości sztuki w życiu narodu. Krytykował Akademię Sztuk Pięknych jako ostoję sztuki francuskiej, podważał pozycję profesorów i wartość akademickiego systemu kształcenia. Proponował stworzenie „Twórcowni”, w której sposób kształcenia młodych talentów doprowadzi do stanu, w którym Kraków stanie się centrum sztuki twórczej, otwartym dla uczniów całego świata.
Za duchowego przywódcę Polski uznał Józefa Piłsudskiego, który będzie w stanie utworzyć z Polski ośrodek życia politycznego i kulturalnego Europy, a także zorganizować powstanie „Neuropy”, obejmującej państwa europejskie („lecz bez Anglii, Francji, Niemiec i Włoch”).
W 1929 roku została wydana w USA druga monografia pt. Szukalski Projects in Design. W grudniu Szukalski wyjechał do USA i stamtąd kierował działalnością „Szczepu”.

## Ugruntowanie pozycji artystycznej w Europie i Ameryce

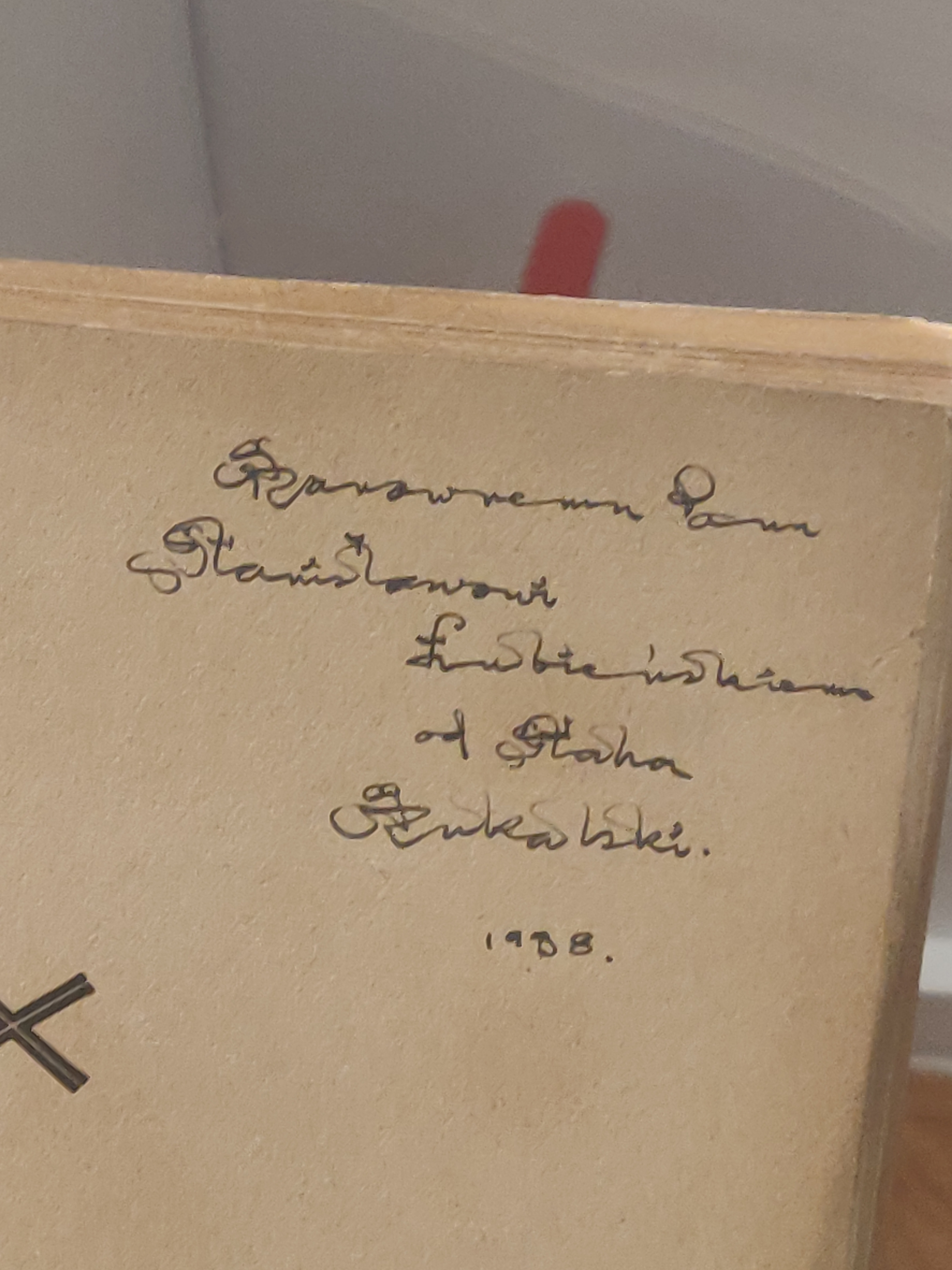
Odręczna dedykacja z podpisem Szukalskiego (eksponat prezentowany na wystawie czasowej w Muzeum Historii Katowic)

W 1932 roku Szukalski rozwiódł się z Helen Walker, a w 1935 poślubił guwernantkę swojej córki, Joan Lee Donovan. Pracował nad rzeźbami i rysunkami oraz wystawiał m.in. w 1935 r. w Chicago i Nowym Jorku.
W tym czasie zainicjowana przez „szczepowego”, Mariana Konarskiego, a kontynuowana przez Aleksandra Jantę-Połczyńskiego, akcja, mająca na celu sprowadzenie na stałe Szukalskiego do Polski, zaowocowała zaproszeniem go w 1936 roku do kraju przez ministra skarbu Ignacego Matuszewskiego, który pokrył koszty podróży artysty z całym jego dorobkiem. Wielką pomoc okazał mu wojewoda śląski, Michał Grażyński, który został jego mecenasem. Szukalski otrzymał pracownię oraz zlecenie wykonania kilku prac rzeźbiarskich. Wraz z członkami „Szczepu Rogate Serce” wznowił działalność artystyczną, wydawniczą i wystawienniczą. Wystawiał w Warszawie, Krakowie i Katowicach. Nie obyło się bez skandali i zamieszania w świecie artystycznym. Projektował medal pamiątkowy oraz puchar Gordona Bennetta dla zwycięzców zawodów balonowych (który jako puchar przechodni otrzymał zespół belgijski – 1936 r.).
Jeden z projektów Szukalskiego z 1935 roku przedstawia toporła – symbol wymyślony przez artystę do promowania słowiańskich idei. Z kolei bazujący na toporle symbol o nazwie „topokrzyż”, opatrzony napisem „GOJ – Gospodarczą Organizujmy Jedność”, miał podtekst antysemicki i służył do znakowania nieżydowskich sklepów. Opracował rysunkowy projekt „Duchtyni” dla Wawelu, projekt pomnika oraz grobowca dla Józefa Piłsudskiego. Wziął udział w Międzynarodowej Wystawie Sztuki i Techniki w 1937 roku w Paryżu. Za medal poświęcony Kopernikowi otrzymał Dyplom Honorowy. W 1938 roku skończył pisać i wydał tragedię sceniczną Krak, Syn Ludoli. Zaprojektował i przygotował do realizacji monumentalny pomnik Bolesława Chrobrego. Po napaści Niemców w 1939 roku rzeźba ta, w skali 1:1, uległa zniszczeniu w czasie bombardowania, a sam rzeźbiarz ledwo uszedł z życiem.
Okres do 1939 roku to czas, w którym w jego twórczości dominują rzeźby i rysunki niosące przesłania filozoficzne i literackie.

## Trudne lata w Stanach Zjednoczonych
Po kapitulacji Warszawy we wrześniu 1939, przez ok. dwa tygodnie Szukalski jako obywatel amerykański, schronił się w ambasadzie USA i wraz z jej pracownikami udało mu się opuścić Polskę i osiedlić w Kalifornii.
W Stanach Zjednoczonych przez wiele lat żył w niedostatku, nie mogąc pokazać swoich prac, które pozostawione w Polsce zostały częściowo zniszczone przez Niemców, lecz w większym stopniu rozkradzione przez rodaków w czasie okupacji oraz tuż po jej zakończeniu. Szukalski pracował dorywczo w studiach filmowych, projektując dekoracje, sporadycznie rzeźbił, więcej rysował.
W 1940 roku zamieszkał w Los Angeles, gdzie 30 lat później nawiązał przyjacielskie relacje z rodziną George’a DiCaprio, ojca Leonardo DiCaprio. Od 1940 roku najwięcej czasu poświęcał rozwiązywaniu przedhistorycznych zagadek i tajemnic dawnych dziejów ludzkości, powstawaniu i kształtowaniu się języków, wiar, zwyczajów, sztuki, migracjom ludów. Próbował rozwikłać pochodzenie nazw geograficznych, bogów, symboli, które w różnej postaci przetrwały – niewyjaśnione – do naszych czasów. Pracę tę, nazwaną „Protong” (pol. „Macimowa”), kontynuował nieprzerwanie przez ponad 40 lat. Objętość tej pracy wzrosła do 43 tomów maszynopisu, obejmującego różne zagadnienia oraz kilkunastu tysięcy precyzyjnych, piórkowych rysunków artefaktów, stanowiących „świadków”, potwierdzających teorie autora, w tym pseudonaukową teorię zermatyzmu.

## Schyłek życia i kariery artystycznej

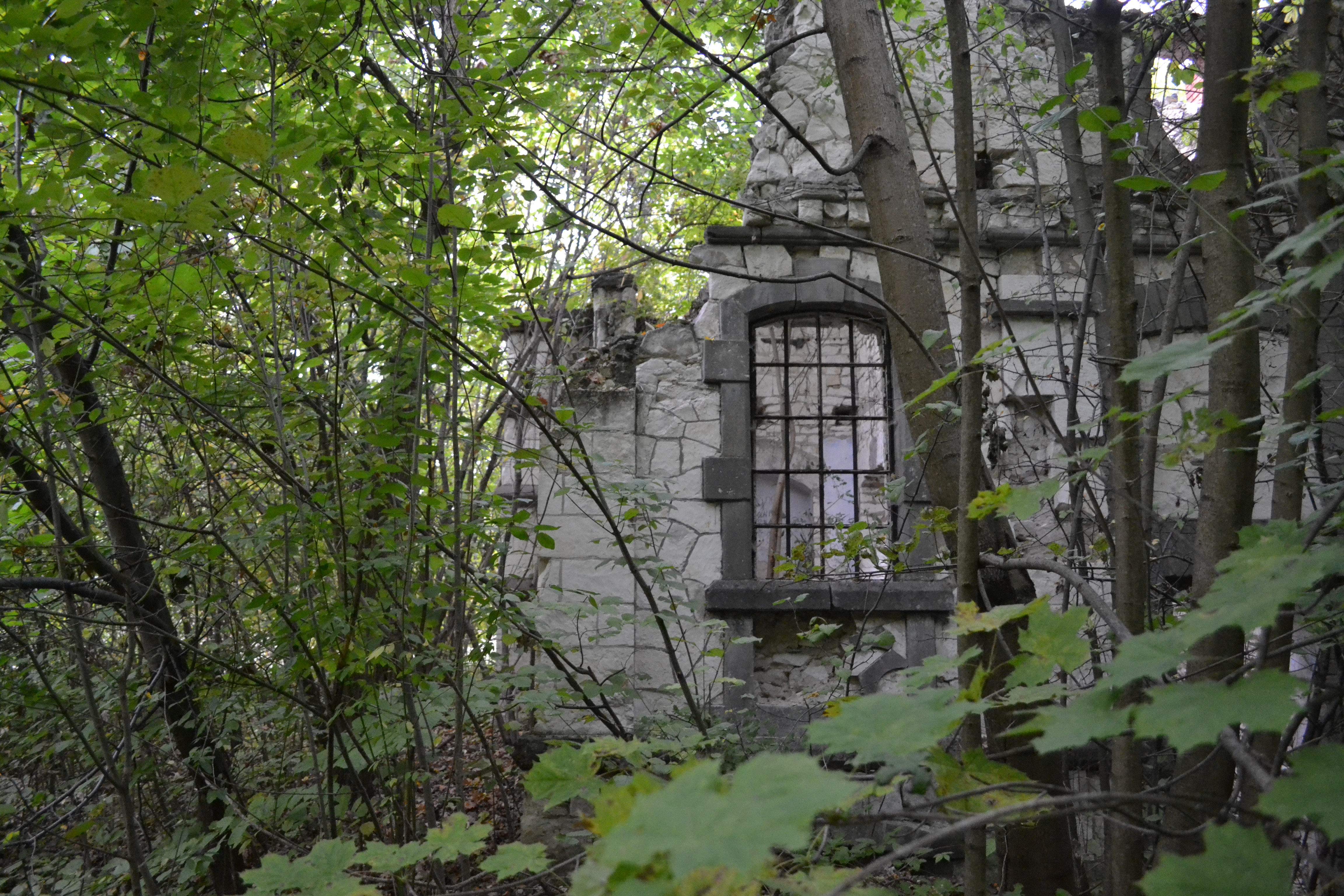
Ruiny willi Szukalskiego (Albrechtówka) Mięćmierz obok Kazimierza Dolnego.

Od 1960 roku władze Los Angeles przyznały mu rentę w wysokości około 250 dolarów miesięcznie, z czego zaledwie pokrywał koszt wynajmowanego mieszkania. Czasem pomagała rodzina żony. Skromne dochody przynosiły wydawane pocztówki z reprodukcjami rzeźb i rysunków, medale pamiątkowe na 500-lecie urodzin Kopernika, 100. rocznicę śmierci Mickiewicza, dla uczczenia Sołżenicyna czy medal zaprojektowany na zlecenie Komitetu Medalu Katyńskiego.
Z pomocą finansową Glenna Braya, przyjaciela od lat 70. XX w., wydana została, opracowana przez Szukalskiego, monografia artysty Troughful of Pearls (Koryto pełne pereł) oraz Behold!! The Protong (Uwaga!!, Macimowa) w 1980, oraz Inner Portraits (Wewnętrzne portrety) w 1982 roku.
Wieloletnie starania Szukalskiego o pomoc w odzyskaniu skradzionych w Polsce jego prac, kierowane do Ministerstwa Kultury, ZPAP, muzeów polskich, osób prywatnych, do agend ONZ i polskiej ambasady w USA, nie przyniosły żadnego efektu. Memoriał w sprawie Szukalskiego i jego twórczości, przedłożony Ministerstwu Kultury i Sztuki oraz ZPAP w 1978 roku, także pozostał bez echa. Zrozpaczony artysta, nie otrzymując żadnej pomocy ani cienia nadziei na poprawę swojego bytu, nie doceniany zarówno przez rodaków, jak i przez resztę świata, wpadał często w stany depresyjne, winiąc Polaków za brak jakiejkolwiek reakcji na jego niedostatek, za rozkradzione jego najpiękniejsze dzieła, za zniszczenie dorobku artystycznego.
Niemniej pracował po kilkanaście godzin dziennie, nie dojadając i nie dosypiając. Jego chora żona Joan, przez ponad 40 lat wierna towarzyszka zmagań i niedoli, zmarła w 1980 roku. Pozostawiony sam, Szukalski zapadł na zdrowiu, kilka razy przebywał w szpitalu, korzystał ze społecznej pomocy i opieki, jednak w dalszym ciągu tworzył, rysował i pisał. Na miesiąc przed śmiercią wyrzeźbił wielką, kubistyczną formę w drewnie pt. Bogini, traktując tę pracę jako ostatni żart Szukalskiego.
Zmarł 19 maja 1987 roku w szpitalu, wskutek udaru mózgu, wywołanego prawdopodobnie wcześniejszym wypadkiem ulicznym.
30 lipca 1988 roku Glenn Bray z żoną Leną Zwalve oraz czworgiem malarzy, przyjaciół Szukalskiego, działając w porozumieniu z krewnymi i przyjaciółmi w Polsce, rozsypali prochy jego i jego żony Joan Lee na Wyspie Wielkanocnej.

## Upamiętnienie
Muzeum Polskie w Ameryce ma zbiór dzieł artysty. Szereg rzeźb Szukalskiego znajduje się również w Muzeum Górnośląskim w Bytomiu.
W 2000 roku odbyła się w Laguna Art Museum w Laguna Beach pośmiertna wystawa twórczości Szukalskiego zatytułowana Struggle (ang. Zmagania). Jednym z głównych sponsorów wystawy był zaprzyjaźniony od dzieciństwa z artystą aktor Leonardo DiCaprio. Według niektórych źródeł grana przez niego postać zbuntowanego artysty Jacka Dawsona w filmie Titanic była hołdem złożonym polskiemu rzeźbiarzowi.
W 2018 roku Leonardo DiCaprio wraz z Anną Dobrowolską współprodukowali film dokumentalny poświęcony Szukalskiemu dostępny na platformie Netflix - Walka: życie i zaginiona twórczość Stanisława Szukalskiego. Reżyserem filmu był Ireneusz Dobrowolski.
W Warcie, miejscu urodzenia artysty znajduje się ulica jego imienia. Dodatkowo od grudnia 2023 przy rynku znajduje się mural przedstawiający Stanisława Szukalskiego i jego wybrane dzieła.

## Wybrane wystawy
- Mikołaj Kopernik w twórczości Stanisława Szukalskiego (2011)[12]
- Stanisław Szukalski i Szczep Szukalszczyków herbu »Rogate Serce« (2020-2021)[13]
- Stanisław Szukalski. Fotografista (2022, Muzeum Górnośląskie w Bytomiu)[14]